# Junsen-C-Klasse
Die Junsen-C-Klasse (japanisch 巡潜丙型潜水艦 Junsen Hei-gata sensuikan, deutsch ‚U-Boot-Kreuzer C-Typ‘) war eine Bauserie von U-Boot-Kreuzern der Kaiserlich Japanischen Marine, die im Zweiten Weltkrieg zum Einsatz kamen.

## Liste der Boote
| Bau-Nr.                     | Name                        | Bauwerft                           | Kiellegung                  | Stapellauf                  | Indienststellung            | Verbleib |
| Typ Junsen-C1 (I-16-Klasse) | Typ Junsen-C1 (I-16-Klasse) | Typ Junsen-C1 (I-16-Klasse)        | Typ Junsen-C1 (I-16-Klasse) | Typ Junsen-C1 (I-16-Klasse) | Typ Junsen-C1 (I-16-Klasse) | Typ Junsen-C1 (I-16-Klasse) |
| --------------------------- | --------------------------- | ---------------------------------- | --------------------------- | --------------------------- | --------------------------- | --- |
| 44                          | I-16                        | Mitsubishi, Kōbe/ Marinewerft Kure | 15. September 1937          | 28. Juli 1938               | 20. März 1940               | versenkt am 19. Mai 1944 durch amerik. Geleitzerstörer USS England, bei Bougainville                                                  |
| 45                          | I-18                        | Marinewerft Sasebo                 | 25. August 1937             | 12. November 1938           | 31. Januar 1941             | versenkt am 11. Februar 1943 durch amerik. Zerstörer Fletcher, bei Guadalcanal                                                        |
| 46                          | I-20                        | Mitsubishi, Kōbe                   | 16. November 1937           | 25. Januar 1939             | 26. September 1940          | versenkt nach dem 3. September 1943                                                                                                   |
| 47                          | I-22                        | Kawasaki, Kōbe                     | 25. November 1937           | 23. Dezember 1938           | 10. März 1941               | versenkt am 3. Oktober 1942 durch amerik. Luftangriff, bei der Insel Malaita                                                          |
| 48                          | I-24                        | Marinewerft Sasebo                 | 5. Dezember 1938            | 12. November 1939           | 31. Oktober 1941            | versenkt am 11. Juni 1943 durch USS PC-487, bei Kiska Island                                                                          |
| Typ Junsen-C2 (I-46-Klasse) |                             |                                    |                             |                             |                             | |
| 376                         | I-46                        | Marinewerft Sasebo                 | 21. November 1942           | 3. Juni 1943                | 29. Februar 1944            | versenkt nach dem 26. Oktober 1944 |
| 377                         | I-47                        | Marinewerft Sasebo                 | 21. November 1942           | 29. September 1943          | 10. Juli 1944               | Außerdienststellung am 30. November 1945, Kriegsbeute Vereinigte Staaten als Zielschiff am 1. April 1946 vor den Gotō-Inseln versenkt |
| 378                         | I-48                        | Marinewerft Sasebo                 | 19. Juni 1943               | 12. Dezember 1943           | 5. September 1944           | versenkt am 23. Januar 1945 durch amerik. Geleitzerstörer USS Corbesier und USS Conklin, bei Ulithi                                   |
| Typ Junsen-C3 (I-52-Klasse) |                             |                                    |                             |                             |                             | |
| 625                         | I-52                        | Marinewerft Kure                   | 18. März 1942               | 10. November 1942           | 28. Dezember 1943           | versenkt am 24. Juni 1944 durch amerik. Luftangriff, bei Cap Vert                                                                     |
| 626                         | I-53                        | Marinewerft Kure                   | 15. Mai 1942                | 24. Dezember 1942           | 20. Februar 1944            | Außerdienststellung am 30. November 1945, Kriegsbeute Vereinigte Staaten als Zielschiff am 1. April 1946 vor den Gotō-Inseln versenkt |
| 628                         | I-55                        | Marinewerft Kure                   | 15. Juni 1942               | 20. April 1943              | 20. April 1944              | versenkt am 28. Juli 1944 durch amerik. Geleitzerstörer USS Wyman, USS Reynolds und Luftangriff, östlich der Marianen                 |
| 630                         | I-57                        | Aufträge 1943 storniert            | Aufträge 1943 storniert     | Aufträge 1943 storniert     | Aufträge 1943 storniert     | Aufträge 1943 storniert |
| 632                         | I-59                        | Aufträge 1943 storniert            | Aufträge 1943 storniert     | Aufträge 1943 storniert     | Aufträge 1943 storniert     | Aufträge 1943 storniert |
| 5141 bis 5155               |                             | Aufträge 1943 storniert            | Aufträge 1943 storniert     | Aufträge 1943 storniert     | Aufträge 1943 storniert     | Aufträge 1943 storniert |